# Raising Gazorpazorp
"Raising Gazorpazorp" er den syvende episode i den første sæson af Adult Swims tegnefilmserie Rick and Morty. Den er skrevet af Justin Roiland og instrueret af  Stephen Sandoval, og den havde premiere på d. 10. marts 2014.
I afsnittet får Morty en sexrobot fra planeten Gazorpazorp, og får kort efter et barn med den. Det viser sig dog at den vokser op meget hurtigt og er ekstremt voldelig.
Afsnittet fik en blandet modtagelse, og det blev set af omkring 1,76 mio. seere, da det blev sendt første gang.